# Singularity (album)
Pour les articles homonymes, voir Singularity (homonymie).
Albums de Peter Hammill
Veracious
(2006) Thin Air
(2009)
Singularity est le trente-et-unième album studio de Peter Hammill, sorti en 2006.

## Liste des titres
1. Our Eyes Give it Shape
2. Event Horizon
3. Famous Last Words
4. Naked to the Flame
5. Meanwhile My Mother
6. Vainglorious Boy
7. Of Wire, of Wood
8. Friday Afternoon
9. White Dot